# Solenanthus apenninus
Solenanthus apenninus là loài thực vật có hoa trong họ Mồ hôi. Loài này được (L.) Fisch. & C.A. Mey. miêu tả khoa học đầu tiên.